# Амифаон
Амифаон или Амитаон (др.-греч. Ἀμυθάων) — персонаж древнегреческой мифологии из рода Эолидов, сын Крефея и Тиро, отец Бианта и Мелампода. Эпоним региона Амифаония в Элиде, один из легендарных основателей античных Олимпийских игр. Упоминается в легенде о Ясоне, который приходился ему племянником. Потомки Амифаона отличались провидческим даром и царствовали в Аргосе.

## В мифологии
Античные авторы называют Амифаона одним из трёх сыновей Крефея — основателя и первого царя города Иолк в Фессалии, сына Эола и внука Эллина, возводившего свою родословную к Прометею. Женой Крефея была его племянница Тиро, дочь царя Элиды Салмонея, которая от мужа родила Эсона, Ферета и Амифаона, а от морского бога Посейдона — близнецов Пелия и Нелея. Когда Нелей отправился в Мессению, чтобы основать там собственное царство, Амифаон последовал за ним и в дальнейшем жил в Пилосе. Он женился на Идомене (дочери своего брата Ферета или аргосского царя Абанта) либо на Аглае. Супруга родила ему сыновей Бианта и Мелампода, дочерей Эолию (жену этолийского героя Калидона) и Перимелу (жену Антиона). В альтернативных версиях мифа Амифаон — царь Иолка.
Узнав, что сын Эсона Ясон пришёл в Иолк и потребовал от Пелия отцовское наследство, Амифаон тоже приехал в родной город, чтобы поддержать требование племянника. Согласно Пиндару, Амифаон, Ферет и другие представители рода Эолидов присутствовали при той встрече, на которой Ясон заявил о своих правах на царский престол Иолка, а Пелий предложил ему сначала совершить плавание в Колхиду за золотым руном. Павсаний утверждает, что Амифаон возобновил соревнования в честь Зевса Олимпийского в Элиде, забытые после того, как «сыновья Пелопа разошлись из Элиды по всему Пелопоннесу»; эти состязания стали прообразом Олимпийских игр исторической эпохи.
Многие потомки Амифаона отличались прорицательскими способностями: так, провидцами были сын героя Мелампод, правнук или праправнук Амфиарай. Благодаря браку с дочерьми Прета сыновья Амифаона стали царями Аргоса.

## Память
По данным Стефана Византийского, от имени Амифаона было образовано название региона Амифаония в Элиде. По-видимому, речь идёт о местности в районе города Лепрей в Трифилии (южная часть Элиды).
В текстах микенской цивилизации встречается имя a-mu-ta-wo, которое исследователи связывают с древнегреческим Ἀμυθάων (Амифаон, «молчун»).